# Championnat de France de saut à ski
Cette page recense les podiums des championnats de France de saut à ski. La France organise un championnat national en hiver.

## Palmarès
Le Championnat de France de ski existe depuis 1907. Il départageait alors les coureurs sur leurs résultats combinés de saut et de fond : il s'agissait donc de combiné. Néanmoins, ils recevaient le titre de Champion de France de ski et non de Champion de France de combiné. Celui-ci ne fut décerné qu'à partir de 1945. Le tableau ci-dessous n'en reprend donc les Champions qu'à compter de cette année.
| Année | Lieu            | Tremplin                  | PK              | Premier                  | Deuxième                 | Troisième                  |
| ----- | --------------- | ------------------------- | --------------- | ------------------------ | ------------------------ | -------------------------- |
| 1945  |                 |                           |                 |                          |                          |                            |
| 1946  | Chamonix        |                           |                 | James Couttet            | Régis Charlet            | Henri Thiollière           |
| 1947  | Mégève          |                           |                 | James Couttet            | Walter Jeandel           | Régis Charlet              |
| 1948  | Superbagnères   |                           |                 | James Couttet            | Arsène Lucchini          | Walter Jeandel             |
| 1949  | Chamonix        | Tremplin des Bossons      | K95             | James Couttet            | Régis Charlet            | F Bozon                    |
| 1950  |                 |                           |                 | Henri Thiolière (en)     |                          |                            |
| 1951  |                 |                           |                 |                          |                          |                            |
| 1952  |                 |                           |                 | André Monnier            |                          |                            |
| 1953  |                 |                           |                 |                          |                          |                            |
| 1954  |                 |                           |                 | André Monnier            |                          |                            |
| 1955  |                 |                           |                 |                          |                          |                            |
| 1956  |                 |                           |                 | Claude Jean-Prost (de)   |                          |                            |
| 1957  |                 |                           |                 |                          |                          |                            |
| 1958  |                 |                           |                 |                          |                          |                            |
| 1959  |                 |                           |                 | Claude Jean-Prost (de)   |                          |                            |
| 1960  |                 |                           |                 | Claude Jean-Prost (de)   |                          |                            |
| 1961  | Autrans         |                           |                 | Claude Jean-Prost (de)   |                          | Michel Cerrato(1er Junior) |
| 1962  | La Bresse       |                           |                 | Alain Macle              |                          |                            |
| 1963  |                 |                           |                 | Claude Jean-Prost (de)   | Guy Mollier              |                            |
| 1964  |                 |                           |                 | Claude Jean-Prost (de)   |                          |                            |
| 1965  |                 |                           |                 |                          |                          |                            |
| 1966  |                 |                           |                 |                          |                          |                            |
| 1967  | Les Bossons     |                           |                 | Gilbert Poirot           | Macle Alain              | St-Lezer Michel            |
| 1968  |                 |                           |                 |                          |                          |                            |
| 1969  |                 |                           |                 | Alain Macle              |                          |                            |
| 1970  |                 |                           |                 |                          |                          |                            |
| 1971  |                 |                           |                 |                          |                          |                            |
| 1972  |                 |                           |                 | Gilbert Poirot           |                          |                            |
| 1973  |                 |                           |                 | Gilbert Poirot           |                          |                            |
| 1974  |                 |                           |                 |                          |                          |                            |
| 1975  |                 |                           |                 | Philippe Jacoberger (pl) |                          |                            |
| 1976  |                 |                           |                 | Gilbert Poirot           |                          |                            |
| 1977  |                 |                           |                 | Patrick Dubiez (no)      |                          |                            |
| 1978  |                 |                           |                 | Gérard Colin             |                          |                            |
| 1979  | Les Rousses     |                           |                 | Philippe Jacoberger      |                          |                            |
| 1980  |                 |                           |                 | Bernard Moullier         |                          |                            |
| 1981  |                 |                           |                 |                          |                          |                            |
| 1982  |                 |                           |                 | Patrick Dubiez           |                          |                            |
| 1983  |                 |                           |                 | Gérard Colin             |                          |                            |
| 1984  |                 |                           |                 |                          |                          |                            |
| 1985  |                 |                           |                 |                          |                          |                            |
| 1986  |                 |                           |                 |                          |                          |                            |
| 1987  |                 |                           |                 |                          |                          |                            |
| 1988  |                 |                           |                 |                          |                          |                            |
| 1989  |                 |                           |                 |                          |                          |                            |
| 1990  | épreuve annulée | épreuve annulée           | épreuve annulée | épreuve annulée          | épreuve annulée          |                            |
| 1991  |                 |                           |                 |                          |                          |                            |
| 1992  |                 |                           |                 |                          |                          |                            |
| 1993  |                 |                           |                 | Nicolas Jean-Prost       |                          |                            |
| 1994  |                 |                           |                 |                          |                          |                            |
| 1995  |                 |                           |                 |                          |                          |                            |
| 1996  | Chaux-Neuve     |                           | K 90            | Nicolas Jean-Prost       |                          |                            |
| 1997  | Chaux-Neuve     |                           | K 90            |                          |                          |                            |
| 1998  | Autrans         |                           | K 90            |                          |                          |                            |
| 1999  | Chaux-Neuve     |                           | K 90            |                          |                          |                            |
| 2000  | Courchevel      |                           |                 |                          |                          |                            |
| 2001  | Courchevel      |                           |                 |                          |                          |                            |
| 2002  | Les Rousses     | Tremplin des Tuffes       | K75             | Nicolas Dessum           | Emmanuel Chedal          | Rémi Santiago              |
| 2003  | Autrans         | Tremplin du Claret        | K90             |                          |                          |                            |
| 2004  | Chamonix        | Tremplin des Bossons      | K95             | Nicolas Dessum           | Ludovic Roux             | Kevin Arnould              |
| 2005  | Chaux-Neuve     | Stade de la Côte Feuillée | K86             | Nicolas Dessum           | Emmanuel Chedal          | Jason Lamy-Chappuis        |
| 2006  | Courchevel      | Tremplins du Praz         | K90             | Emmanuel Chedal          | Jason Lamy-Chappuis      | Florentin Durand           |
| 2007  | Chamonix        | Tremplin des Bossons      | K95             | Emmanuel Chedal          | David Lazzaroni          |                            |
| 2008  | Courchevel      | Tremplins du Praz         | K90             | Emmanuel Chedal          | David Lazzaroni          | Jason Lamy-Chappuis        |
| 2009  | Chaux-Neuve     | Stade de la Côte Feuillée | K86             | Emmanuel Chedal          | Vincent Descombes Sevoie | Jason Lamy-Chappuis        |
| 2010  | Les Rousses     | Tremplin des Tuffes       | K75             | Vincent Descombes Sevoie | Emmanuel Chedal          | Jason Lamy-Chappuis        |
| 2011  | Chaux-Neuve     | Stade de la Côte Feuillée | K86             | Jason Lamy-Chappuis      | David Viry               | Ronan Lamy-Chappuis        |
| 2012  | Courchevel      | Tremplins du Praz         | K90             | Vincent Descombes Sevoie | David Lazzaroni          | Emmanuel Chedal            |
| 2013  | Chaux-Neuve     | Stade de la Côte Feuillée | K106            | Vincent Descombes Sevoie | Ronan Lamy-Chappuis      | Jason Lamy-Chappuis        |
| 2014  | Les Rousses     | Tremplin des Tuffes       | K75             | Ronan Lamy-Chappuis      | Vincent Descombes Sevoie | Nicolas Mayer              |
| 2015  | Chaux-Neuve     | Stade de la Côte Feuillée | K106            | Vincent Descombes Sevoie | Paul Brasme              | Nicolas Mayer              |
| 2016  | Courchevel      | Tremplins du Praz         | K90             | Vincent Descombes Sevoie | Jonathan Learoyd         | Ronan Lamy-Chappuis        |
| 2018  | Les Rousses     | Tremplin des Tuffes       | K75             | Jonathan Learoyd         | Ronan Lamy-Chappuis      | Thomas Roch Dupland        |
| 2019  | Chaux-Neuve     | Stade de la Côte Feuillée | K106            | Jonathan Learoyd         | Mathis Contamine         | Jack White                 |
| 2020  | Gérardmer       | Tremplin des Bas-Rupts    | K65             | Valentin Foubert         | Jack White               | Antoine Gérard             |
| 2021  | Courchevel      | Tremplins du Praz         | K90             | Mattéo Baud              | Laurent Muhlethaler      | Enzo Milesi                |
| 2022  | Chaux-Neuve     | Stade de la Côte Feuillée | K106            | Enzo Milesi              | Valentin Foubert         | Mathis Contamine           |